# Der Dicke und der Belgier
Der Dicke und der Belgier war eine Sat.1-Comedysendung von 1998 mit dem flämischen Schauspieler Carry Goossens als der Belgier und Diether Krebs als der Dicke. In zwölf Folgen präsentierten sich beide als Komikerduo in verschiedenen Sketchen, wobei Frank Strecker Regie führte. Die Serie war an die belgische Comedy-Serie Gaston und Leo angelehnt, von der auch ein großer Teil der Sketche in überarbeiteter Form übernommen wurde.
Dies war die erste deutsche Produktion von Carry Goossens, der durch den aus Belgien stammenden Produzenten und Kameramann Roland Willaert zum Casting eingeladen wurde, obwohl Goossens zu dem Zeitpunkt die deutsche Sprache nicht beherrschte.
Die beiden Hauptdarsteller spielten in den ca. 24 Sketchen pro Folge die unterschiedlichsten Charaktere in diversen Alltagssituationen. Unter anderem spielten sie volltrunkene Polizisten, Mafiosi, Touristen und viele mehr. Außerdem zogen sich durch alle Folgen Sketche der Kreuzritter und Kein Freibier für Schroeder. Neben den zwölf regulären Folgen gab es zwei Specials, wobei das erste keinen speziellen Titel hatte. Das zweite wurde erstmals kurz vor dem Jahreswechsel 1998–1999 unter dem Namen Der Dicke und der Belgier feiern Silvester im Fernsehen gezeigt.
Am 12. April 2007 (bzw. als Neuauflage am 31. August 2012) wurde die einzige Staffel der Serie in einer DVD-Box veröffentlicht.